# آلیس هکیمباشیان
آلیس آرامی هکیمباشیان (ارمنی: Ալիս Արամի Հեքիմբաշյան زاده ۱۴ ژانویهٔ ۱۹۴۳) یک خواننده اپرا اهل ارمنستان است. وی از سال میلادی تاکنون مشغول فعالیت بوده است.

## زندگی‌نامه
وی در ۱۴ ژانویه ۱۹۴۳ در تبریز به دنیا آمد و از کالج دولتی موسیقی رومانوس ملیکیان، کنسرواتوار دولتی کومیتاس ایروان (۱۹۷۰) و انستیتو دولتی سینما و تئاتر ایروان (۱۹۹۷) فارغ‌التحصیل شد. وی در تالار آکادمی ملی اپرا و باله آلکساندر اسپنداریان، کالج دولتی موسیقی رومانوس ملیکیان و کنسرواتوار دولتی کومیتاس ایروان فعالیت کرده است. وی همچنین برندهٔ جوایزی همچون هنرمند افتخاری جمهوری ارمنستان (۲۰۰۸) شده است.

## آثار
| نقش      | نقش به ارمنی | خالق (آهنگساز)          | عنوان به ارمنی                    | عنوان         |
| -------- | ------------ | ----------------------- | --------------------------------- | ------------- |
| آنوش     | Անուշ        | آرمن تیگرانیان          | «Անուշ»                           | آنوش          |
| شوشان    | Շուշան       | آرمن تیگرانیان          | «Դավիթ Բեկ»                       | داویت بک      |
| اُلیمپو   | Օլիմպոս      | تیگران چوخاجیان         | «Արշակ Երկրորդ»                   | آرشاک دوم     |
| کارینه   | Կարինե       | تیگران چوخاجیان         |                                   | کارینه        |
| مارو     | Մարո         | زکریا پالیاشویلی        | «Դաիսի»                           |               |
| جیلدا    | Ջիլդա        | جوزپه وردی              | «Ռիգոլետտո»                       | ریگولتو       |
| ویولتا   | Վիոլետա      | جوزپه وردی              | «Տրավիատա»                        | لا تراویاتا   |
| تسرلینا  | Ցերլինա      | ولفگانگ آمادئوس موتسارت | «Դոն Ժուան»                       | دون ژوان      |
| میوزیتا  | Մյուզետտա    | جاکومو پوچینی           | «Բոհեմ»                           | لا بوهم       |
| فراسکیتا | Ֆրասկիտա     | ژرژ بیزه                | «Կարմեն»                          | کارمن         |
| ناتالیا  | Նատալիա      | ادگار هوهانیسیان        | «Ճանապարհորդություն դեպի Էրզրում» | سفر به ارزروم |

## یادداشت
1. ↑  Ստեփան Շահումյանի անվան թիվ 1 դպրոց